# Palmeria schoddei
Palmeria schoddei är en tvåhjärtbladig växtart som beskrevs av W.R. Philipson. Palmeria schoddei ingår i släktet Palmeria och familjen Monimiaceae. Inga underarter finns listade i Catalogue of Life.